# طوني ترابيرت
طوني ترابيرت (بالإنجليزية: Tony Trabert)‏ مواليد 16 أغسطس 1930 في سينسيناتي، هو لاعب كرة مضرب أمريكي سابق بدأ مسيرته كمحترف سنة 1955 وكان يلعب باليد اليمنى، اعتزل اللعب في 1963. كما أنه أحد أبطال الجراند سلام. أعلى تصنيف له في الفردي كان المركز الـ 1 في سنة 1953.

## بطولات حققها
- بطولة ويمبلدون

## النهائيات

### دورات الجراند سلام

#### الفردي: 5 (الألقاب 5)
| الحصيلة     | السنة | البطولة                     | الأرضية | المنافس       | النتيجة            |
| ----------- | ----- | --------------------------- | ------- | ------------- | ------------------ |
| الفوز (1/1) | 1953  | بطولة أمريكا المفتوحة للتنس | عشبية   | فيك سيكساس    | 6–3, 6–2, 6–3      |
| الفوز (2/2) | 1954  | دورة رولان غاروس الدولية    | ترابية  | أرت لارسن     | 6–4, 7–5, 6–1      |
| الفوز (3/3) | 1955  | البطولة الفرنسية (2)        | ترابية  | سفين دافيدسون | 2–6, 6–1, 6–4, 6–2 |
| الفوز (4/4) | 1955  | ويمبلدون                    | عشبية   | كورت نيلسن    | 6–3, 7–5, 6–1      |
| الفوز (5/5) | 1955  | البطولة الأمريكية (2)       | عشبية   | كين روزوول    | 9–7, 6–3, 6–3      |

## روابط خارجية
- طوني ترابيرت على موقع كلية كرة السلة في سبورتس رفرنس.كوم (الإنجليزية)
- طوني ترابيرت على موقع رابطة محترفي التنس (الإنجليزية)
- طوني ترابيرت على موقع الاتحاد الدولي لكرة المضرب (الإنجليزية)
- طوني ترابيرت على موقع كأس ديفيز (الإنجليزية)
- طوني ترابيرت على موقع قاعة مشاهير كرة المضرب الدولية (الإنجليزية)
- طوني ترابيرت على موقع خلاصة التنس.كوم (الإنجليزية)
- طوني ترابيرت في موقع الاتحاد الدولي لكرة المضرب